# Richard Dreyfuss
Richard Stephen Dreyfuss (født 29. oktober 1947 i Brooklyn, New York, USA) er en amerikansk skuespiller.
Dreyfuss kom fra fjernsyn til film i 1968, og fik sin første hovedrolle i George Lucas' American Graffiti (Sidste nat med kliken, 1973). Senere fulgte bl.a. hovedroller i The Apprenticeship of Duddy Kravitz (Den lille Rockefeller, 1974), og i Steven Spielbergs Jaws (Dødens gab, 1975) og Close Encounters of the Third Kind (Nærkontakt af tredje grad, 1977). Efter en periode med færre opgaver kom han tilbage i 1980'erne, bl.a. som familiefaren i Paul Mazurskys Down and Out in Beverly Hills (Helt på spanden i Beverly Hills, 1986), sælgeren i Barry Levinsons Tin Men (Plattenslagerne, 1987), han fik stor succes i Stakeout (Øjne i natten, 1988) og igen i Stakeout 2 (Flere øjne i natten, 1994), hvor han spillede sammen med en anden af tidens store navne, Emilio Estevez. En anden stor rolle var i Always (en) fra 1989, som Steven Spielberg instruerede. Han var også svigersønnen i Lasse Hallströms Once Around (Svigersøn uden lige, 1991) og politiker i Rob Reiners The American President (Præsident på frierfødder, 1995).
Han vandt en Oscar i 1977 for sin rolle som Elliot Garfield i filmen Hvem sover hvor?; han var da den yngste, som havde vundet prisen (rekorden er siden slået af Adrien Brody). Han har fået en stjerne på Hollywood Walk of Fame.

## Eksterne links
- Richard Dreyfuss på Internet Movie Database (engelsk)
- Richard Dreyfuss på Filmdatabasen
- Richard Dreyfuss på Scope
- Richard Dreyfuss på Svensk Filmdatabas (svensk)
- Richard Dreyfuss på AlloCiné (fransk)
- Richard Dreyfuss på AllMovie (engelsk)
- Richard Dreyfuss på Turner Classic Movies (engelsk)
- Richard Dreyfuss på Rotten Tomatoes (engelsk)
- Richard Dreyfuss på The Movie Database (engelsk)
- Richard Dreyfuss på Internet Broadway Database (engelsk)

- Wikimedia Commons har flere filer relateret til Richard Dreyfuss